# سالاد روبیان
سالاد روبیان ( عربی: سلطة الروبيان یا سالاد جمبری عربی: سلطة الجمبري، به معنی سالاد میگو )، سالادی از سالادهای عربی است، نوعاً از میگو، گوجه فرنگی، سس مایونز، برگ های کاهو، سس گوجه فرنگی، سس تند، خردل، آب لیمو و نمک تهیه می‌شود.  